# ديلروي سكوت
ديلروي سكوت (بالإنجليزية: Delroy Scott)‏ هو لاعب كرة قدم ومدرب كرة قدم جامايكي، ولد في 22 يناير 1947 في جامايكا، وتوفي في 24 يوليو 2018 في ميامي في الولايات المتحدة. شارك مع منتخب جامايكا لكرة القدم. أما مع النوادي، فقد لعب مع أتلانتا تشيفز.

## مسيرته الكروية
لعب ديلروي سكوت خلال مسيرته الاحترافية مع نادِ واحدٍ في أربعة مواسم وسجل خلالها هدفين أثنين ضمن 69 مباراة. ولم يفز بأي موسم بالكأس وفاز في موسم واحد بالدوري.
خاض ديلروي سكوت مسيرته مع نادي أتلانتا تشيفز في موسم 1967 ليلعب معه أربعة مواسم، مشاركًا في 69 مباراة سجل خلالها هدفين.

## وصلات خارجية
- ديلروي سكوت على موقع الاتحاد الدولي (مؤرشف)  (الإنجليزية)
- ديلروي سكوت على موقع قاعدة بيانات كرة القدم.إي يو (الإنجليزية)
- ديلروي سكوت على موقع ناشيونال فوتبول تيمز (الإنجليزية)